# Yasser al-Habib
Yasser Yahya Abdullah al-Habib (* 20. Januar 1979 in Kuwait; arabisch ياسر يحيى عبد الله الحبيب, DMG Yāsir Yaḥyā ʿAbd Allāh al-Ḥabīb) ist ein kontroverser schiitischer Prediger aus Kuwait.

## Leben
Yasser al-Habib lebt in London und ist der Anführer der Organisation Khoddam al-Mahdi (arabisch هيئة خدام المهدي / haiʾat ḫaddām al-mahdī). Er schloss seine Ausbildung mit einem Bachelor in Politikwissenschaft an der Universität Kuwait ab. Der International Religious Freedom Report 2004 berichtete, dass Yasser den Sunnitischen Glauben in einer Tonaufnahme vom Dezember 2003 verunglimpft habe. Yasser al-Habib zeigte in Worten und Schriften den Sunniten Abu Bakr und Umar gegenüber eine negative Einstellung und meinte, das Machtverhältnis zwischen Schiiten und Sunniten werde sich wenden.
Im September 2010 verärgerte er Sunniten, indem er Aischa, die Frau des Propheten Mohammed, als „Feind Gottes“ bezeichnete: „Aischa ist jetzt in der Hölle, hängt bei ihren Beinen und ißt ihr eigenes Fleisch.“ Das führte zum Verlust seiner kuwaitischen Staatsbürgerschaft.
Im Oktober 2010 bemühte sich der oberste iranische Führer, Großajatollah Ali Chamenei, die Spannungen zwischen Schiiten und Sunniten durch Ausstellung einer Fatwa gegen Beleidigungen von Gefährten und Ehefrauen des Propheten zu beruhigen.